# Lac Boucher
Lac Boucher är en sjö i Kanada.   Den ligger i regionen Mauricie och provinsen Québec, i den sydöstra delen av landet, 290 km nordost om huvudstaden Ottawa. Lac Boucher ligger 307 meter över havet. Arean är 4,9 kvadratkilometer. Den sträcker sig 5,0 kilometer i nord-sydlig riktning, och 4,5 kilometer i öst-västlig riktning.
I omgivningarna runt Lac Boucher växer i huvudsak blandskog. Runt Lac Boucher är det mycket glesbefolkat, med 4 invånare per kvadratkilometer.